# Justin Kripps
Justin Kripps (* 6. Januar 1987 in Naʻalehu, Hawaii) ist ein ehemaliger kanadischer Bobfahrer.

## Werdegang
Kripps begann als Sprinter in der Leichtathletik an der Simon Fraser University sowie als Motorsportler. Mit 18 Jahren kam er zum Bobsport und bestritt 2006 einen Testwettkampf, woraufhin er als Anschieber in der Saison 2006/07 in das Team von Lyndon Rush aufgenommen wurde und anfangs im Bob-Europacup startete. Dabei fuhr das Vierergespann auf Anhieb in Top-10-Ränge. Den einzigen Bob-Weltcup-Einsatz im Rush-Vierer beendete er auf dem 22. Platz in Igls.
Bei der Bob-Weltmeisterschaft 2007 in St. Moritz trat der Summerlander im Rush-Vierer-Bob nach dem ersten Tag nicht mehr an. Nach der Weltmeisterschaft wechselte er für den Rest der Saison in den Bob von Serge Despres. Ab der folgenden Saison gehört Krippse zur Mannschaft von Pierre Lueders. Bei seinem ersten Weltcupeinsatz in dessen Viererbob erreichte Kripps als Dritter im Viererbob erstmals eine Platzierung unter den Top Ten.
Bei den Olympischen Winterspielen 2010 in Vancouver erreichte er mit dem Viererbob von Pierre Lueders den fünften Rang und verpasste damit knapp eine Medaille. Kurze Zeit nach den Spielen entschied sich Kripps vom Anschieber zum Piloten umzuschulen. Er absolvierte die Pilotenausbildung im Sommer 2010 und startete zur Saison 2010/11 mit seinem eigenen Viererbob im North American Cup. Bei der Junioren-Weltmeisterschaft 2011 erreichte er mit seinem Viererbob den fünften Rang und mit dem Zweierbob Rang acht.
Zur Saison 2011/12 wechselte er in den Europa Cup, bevor er schließlich mit seinem Bob im Februar 2012 in Whistler erstmals im Weltcup antrat. Bei der Bob-Weltmeisterschaft 2012 gewann er im Teamwettbewerb als Mitglied des Zweierbobs von Timothy Randall die Bronzemedaille.
Bei der Bob-Weltmeisterschaft 2013 in St. Moritz landete er im Teamwettbewerb auf Rang sechs und im Zweierbob mit Neville Wright auf Rang 12.
Kurz vor dem Start bei den Olympischen Winterspielen 2014 in Sotschi sorgte Kripps für Aufsehen, weil seine Webseite durch russische Behörden in Russland blockiert wurde. Kripps hatte zuvor ein Foto seines Teams in Unterwäsche gepostet, um gegen die Unterdrückung von Lesben und Schwulen in Russland zu protestieren. Bei den Olympischen Spielen belegte er im Zweierbob Rang sechs. Im Viererbob schied er nach Lauf drei als 30. aus.
In der Saison 2017/18 gewann Kripps den Gesamtweltcup im Zweier und in der Kombination, wobei er als einziges Rennen das in Altenberg am 6. Januar 2018 gewann, aber fünf zweite Plätze belegte.
Bei den Olympischen Winterspielen 2018 in Pyeongchang konnten sich Kripps mit seinem Anschieber Alexander Kopacz im Zweierbob eine olympische Goldmedaille sichern. Die zeitgleichen Deutschen Friedrich/Margis gewannen hierbei ebenfalls Gold.
In der Saison 2018/19 kam Kripps im Zweierbob bei fünf Starts viermal auf das Podium und belegte in der Gesamtwertung Platz acht. Im Viererbob gewann er das Rennen in Lake Placid. Bei der Weltmeisterschaft in Whistler gewann er mit Anschieber Cameron Stones im Zweierbob die Silbermedaille und im Vierbob die Bronzemedaille.
Bei den Olympischen Winterspielen 2022 in Peking gewann er Bronze im Viererbob, dabei übertraf er als einziger die Geschwindigkeit von 140 km/h. Am 25. August 2022 beendete Kripps seine Karriere.